# Žarko Peševski
Žarko Peševski, né le 11 avril 1991 à Skopje, est un handballeur international Macédonien évoluant au poste de Pivot au sein du club macédonien du RK Eurofarm Pelister.
Il a notamment participé avec la Macédoine du Nord lors des Championnats du monde en 2017 et en 2019.